# Danstrup Hegn
Danstrup Hegn är en skog i Danmark. Den ligger i Region Hovedstaden, i den östra delen av landet. Danstrup Hegn ligger på ön Sjælland. I skogen finns flera insjöar.